# Rudolf Novotný
Rudolf Novotný (28. prosince 1914, Kbel – 29. prosince 1953, Brno) byl československý voják a příslušník výsadku Spelter.

## Mládí
Narodil se 28. prosince 1914 v obci Kbel v okrese Mladá Boleslav. Otec Jan byl zaměstnancem C. k. státních drah, matka Františka, za svobodna Adamová byla v domácnosti. Měl bratra a sestru.
Absolvoval obecnou školu v Benátkách nad Jizerou a tři roky měšťanky v Lysé nad Labem. V roce 1921 mu zemřel otec. Vyučil se dámským kadeřníkem, toto povolání vykonával do roku 1935.
1. října 1936 nastoupil základní vojenskou službu v Jaroměři. Absolvoval poddůstojnickou školu a od 15. května 1938 velel strážím lehkého opevnění v Hronově a poté v Náchodě. Dále působil např. jako stavební dozor při budování opevnění či dozorce čety nespolehlivých Němců v pracovním táboře ve Vyškově. Z armády byl propuštěn 28. října 1939 v hodnosti desátníka.
V civilu nejprve pracoval v kadeřnictví v Dobříši, odkud po neshodách s majitelem firmy odešel do Litomyšle, kde také pracoval jako kadeřník.

## V exilu
Protektorát opustil 11. února 1940 a přes Slovensko, Maďarsko a Jugoslávii se dostal do Francie. 1. května 1940 byl zařazen do československé exilové armády a v jejích řadách se účastnil bojů o Francii. Po porážce byl evakuován do Anglie.
Do Anglie se dostal 13. července 1940. Byl zařazen k 2. pěšímu praporu. 28. října 1940 byl povýšen na četaře. Od léta 1941 byl zařazen do výcviku pro plnění zvláštních úkolů. Od 19. září 1941 do 4. února 1944 prodělal základní sabotážní kurz, parakurz a dokončovací kurz, poté pokračoval průmyslovým kurzem (odbornost elektrikář), již jako příslušník Spelteru absolvoval tělovýchovný kurz a parakurz, pokračoval radiotelegrafickým výcvikem a kurzem mikrofotografie, dále pak konspiračním cvičením, individuálním výcvikem a nakonec tělovýchovným kurzem. 13. dubna 1944 se přesunul na československou vyčkávací stanici v Itálii.

## Nasazení
Dne 5. května 1944, hodinu po půlnoci byl s ostatními vysazen poblíž Kramolína u Třebíče. Poté, co se od skupiny oddělil velitel Chrastina se s ostatními přesunul do úkrytu a v okolí Boňova spoluvyvíjel zpravodajskou činnost. 17. června 1944 se mu podařilo dostat se z obklíčení gestapa a ukrýt se nejprve v Šebkovicích a posléze v Šašovicích. Společně s Vavrdou nadále plnili zadané úkoly: zorganizovali diverzní skupinu, prováděli sabotáže a zajišťovali dva shozy zbraní. V úplném závěru se mu podařilo uniknout z německého zajetí.

## Po válce
Poté, co se přihlásil na MNO byl přidělen ke zvláštní skupině. V letech 1945 a 1946 byl postupně povýšen do hodnosti nadporučíka pěchoty. Od konce roku 1945 do roku 1948 vykovával funkci radisty na československém velvyslanectví v Paříži. V té době se oženil, z manželství vzešly dva synové. V srpnu 1948 byl jmenován velitelem štábu pěšího pluku ve Znojmě. V září téhož roku byl povýšen do hodnosti kapitána pěchoty, v roce 1951 do hodnosti majora pěchoty.
Zemřel náhle v roce 1953.

## Vyznamenání
- 1944 -  Pamětní medaile československé armády v zahraničí se štítky Francie a Velká Británie
- 1945 -  Československý válečný kříž 1939
- 1945 -  Československá medaile Za chrabrost před nepřítelem
- 1945 -  Československá medaile za zásluhy II. stupně